# アイドゥン県
アイドゥン県（アイドゥンけん、トルコ語: Aydın ili）は、トルコ西部エーゲ海地方に位置する県。アイドゥン大都市自治体とは同一の範囲である。
北にイズミル、マニサ、東にデニズリ、南にムーラの各県があり西方はエーゲ海になっている。
多くの田舎ではイチジク、オリーブ、柑橘類の美しい林が並んでいる。その他の町としては夏のシーリゾートのディディム、クシャダスが名所である。

## 特徴
中部から西部にかけて、エーゲ海地方でも随一の大きさのメンデレス川が流れ、肥沃で水に飛んだ地域となっている。また、北部をアイドゥン山に、南部をメンテシェ山に囲まれている。西部はエーゲ海岸であり、メンデレス三角洲地域ののバファ湖が特徴になっている。気候はエーゲ海の典型のような気候であり、夏は非常に高温である。
主な収入源は農業と観光業である。観光地域は特に海岸線のディディム、クシャダスが有名であり、リゾート客が多い。クシャダスはメンデレス三角洲国立公園と近く、ディディムは砂浜、アポローンの神殿、ミレトスなどの観光資源が多くある。古代からギリシャ・ローマにかけての時代、この地区はカリア地域の一部であったため、多数の重要な遺跡が眠り、アリンダ、アラバンダなどの都市の遺跡もみられる。
トルコのイチジクの主生産地でもあり乾燥イチジクが輸出されている。世界ではスミルナイチジクと呼ばれるようになってきており名が売れている。スミルナは隣県イズミル市の古代名である。イチジクはアイドゥンで伝統的に栽培されているものの、イズミルで多くの流通や輸出があるため、イズミルの名をつけたのである。トルコ内ではアイドゥンイチジクと呼ばれている。トルコの乾燥イチジクの年生産高はおおよそ五万トンであり、ほとんどたいていがアイドゥン生産である。最もよいとされるイチジクはゲルメンジッキ生産のものである。
そのほかにも重要な農業生産地域がそろっており、オリーブ、栗、綿、柑橘類、スイカなどが生産されている。
工業としては軽工業がある程度である。1990年代には地域の拠点としてアイドゥン県出身の元首相アドナン・メンデレスの名前を冠したアドナン・メンデレス大学がアイドゥンに開校した。これらはアイドゥン経済を別方向から加速させている。
道路はイズミル、アイドゥン、ムーラ間を結んでおり、イズミルとアイドゥンの間には高速道路が開通している。夏の休日には行楽客が多く通行する。
料理の特徴は典型的なトルコ風ペイストリー（バクラヴァ）、キョフテ、ケバブなどである。

## 歴史
アイドゥンは古代トラキア人に建設され、トラレスとして知られた。この地域は地震の多い範囲であり、スパルタ人、フリギア人、イオニア人、リディア、ペルシャ人、ローマ人などによって何度も建設された。14世紀から15世紀にかけてアイドゥン侯国がこの地域を支配し、その後オスマン帝国によって統治された。
2012年にアイドゥン県全体がアイドゥン大都市自治体に指定され、旧アイドゥン市はエフェレルに改称した。

## 下位自治体
17の下位自治体がある。
- ボズドアン（英語版、トルコ語版）（Bozdoğan）
- ブハルケント（英語版、トルコ語版）（Buharkent）
- チネ（英語版、トルコ語版）（Çine）
- ディディム（英語版、トルコ語版）（Didim）
- エフェレル（Efeler）
- ゲルメンジク（英語版、トルコ語版）（Germencik）
- インジルリオヴァ（英語版、トルコ語版）（İncirliova）
- カラカス（Karacasu）
- カルプズル（英語版、トルコ語版）（Karpuzlu）
- コチャルル（英語版、トルコ語版）（Koçarlı）
- キョシュク（英語版、トルコ語版）（Köşk）
- クシャダス（Kuşadası）
- クユジャク（英語版、トルコ語版）（Kuyucak）
- ナズィッリ（Nazilli）
- ショケ（英語版、トルコ語版）（Söke）
- スルタンヒサール（英語版、トルコ語版）（Sultanhisar）
- イェニパザール（英語版、トルコ語版）（Yenipazar）